# Capitólio de Palau
O Capitólio de Palau é o palácio do Congresso Nacional de Palau e que fica localizado em Ngerulmud, a capital administrativa do país.